# Oldehove (Groninga)

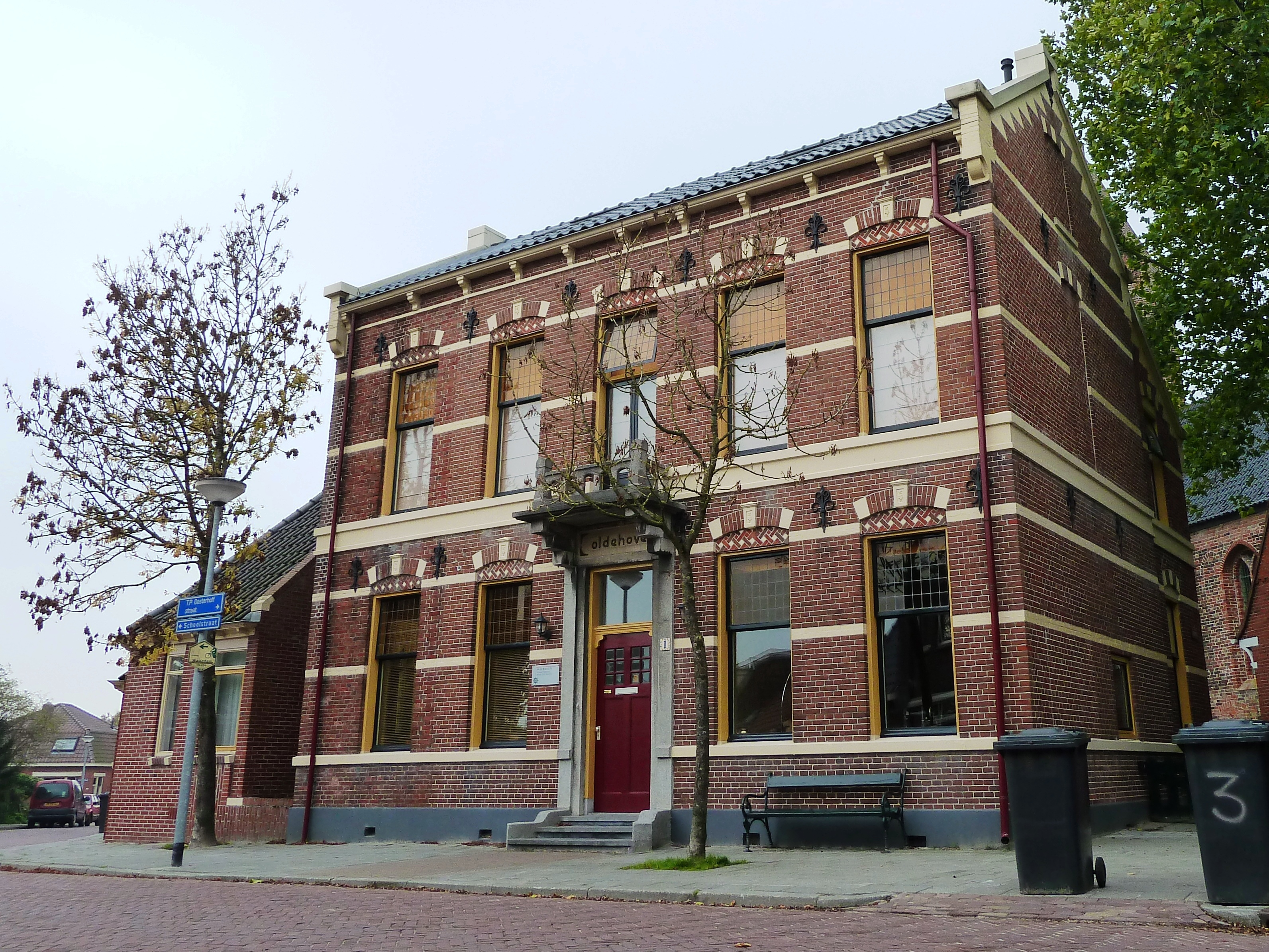
L'ex municipio di Oldehove

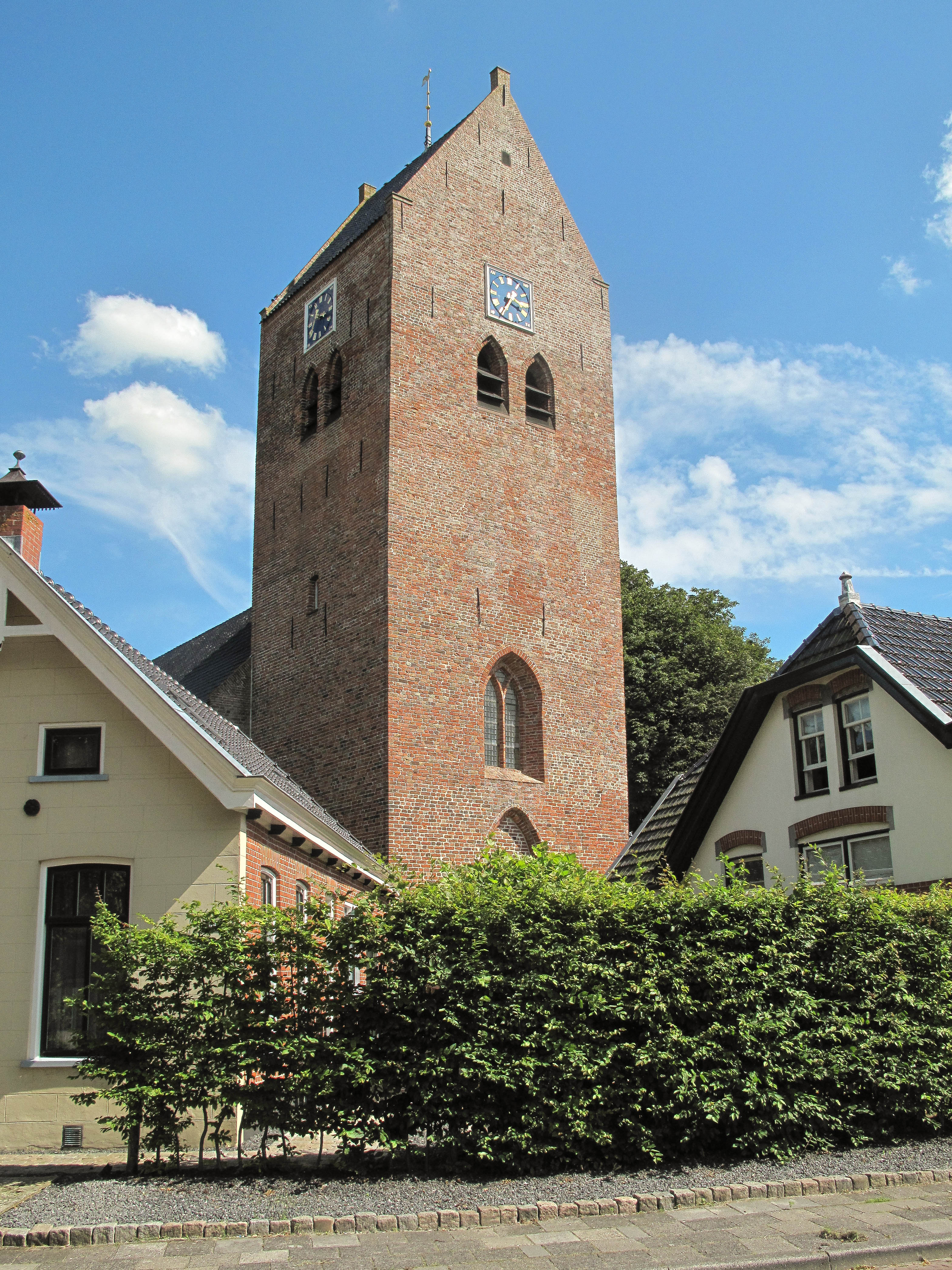
Oldehove: la Ludgeruskerk

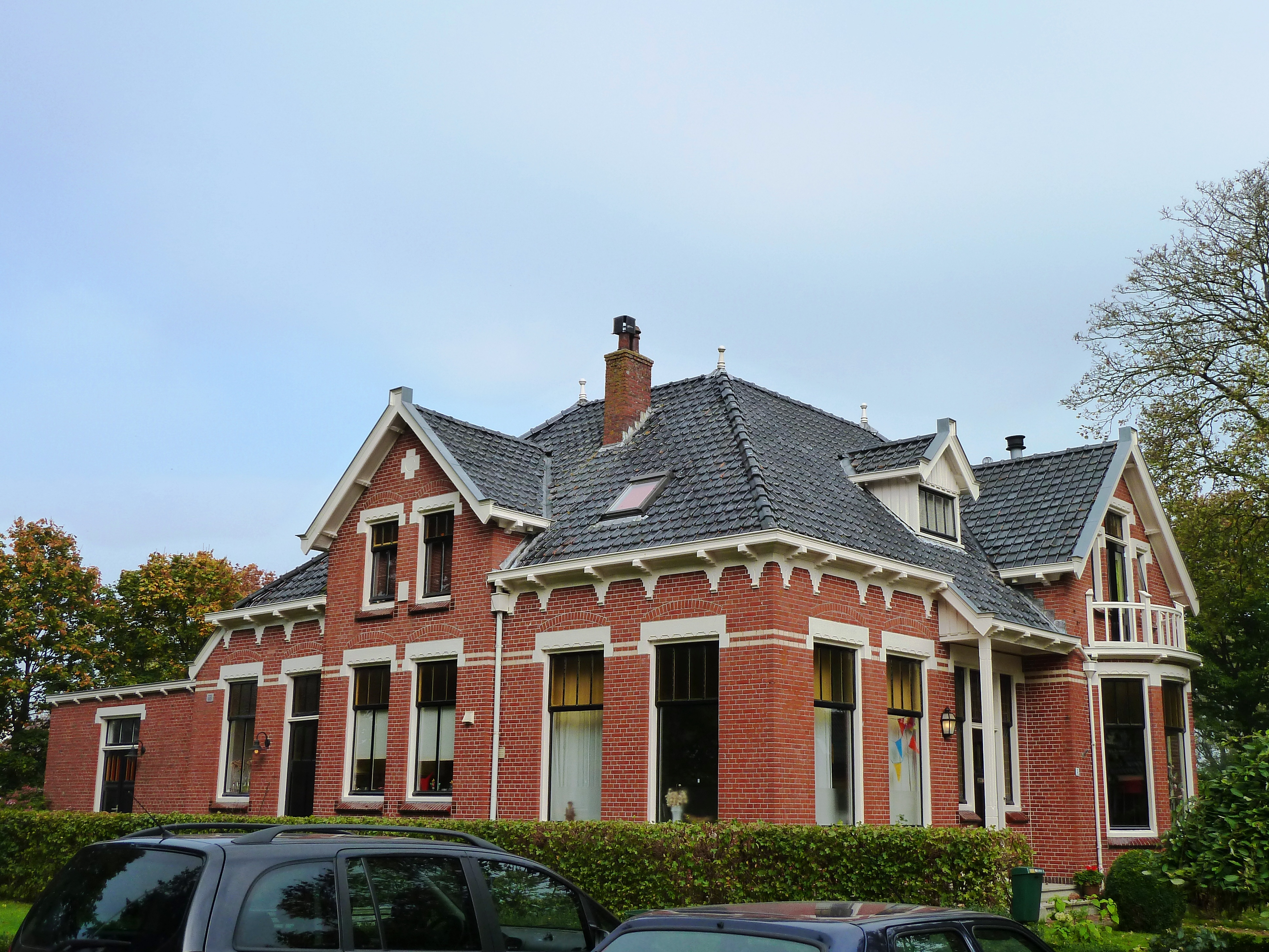
La canonica di Oldehove

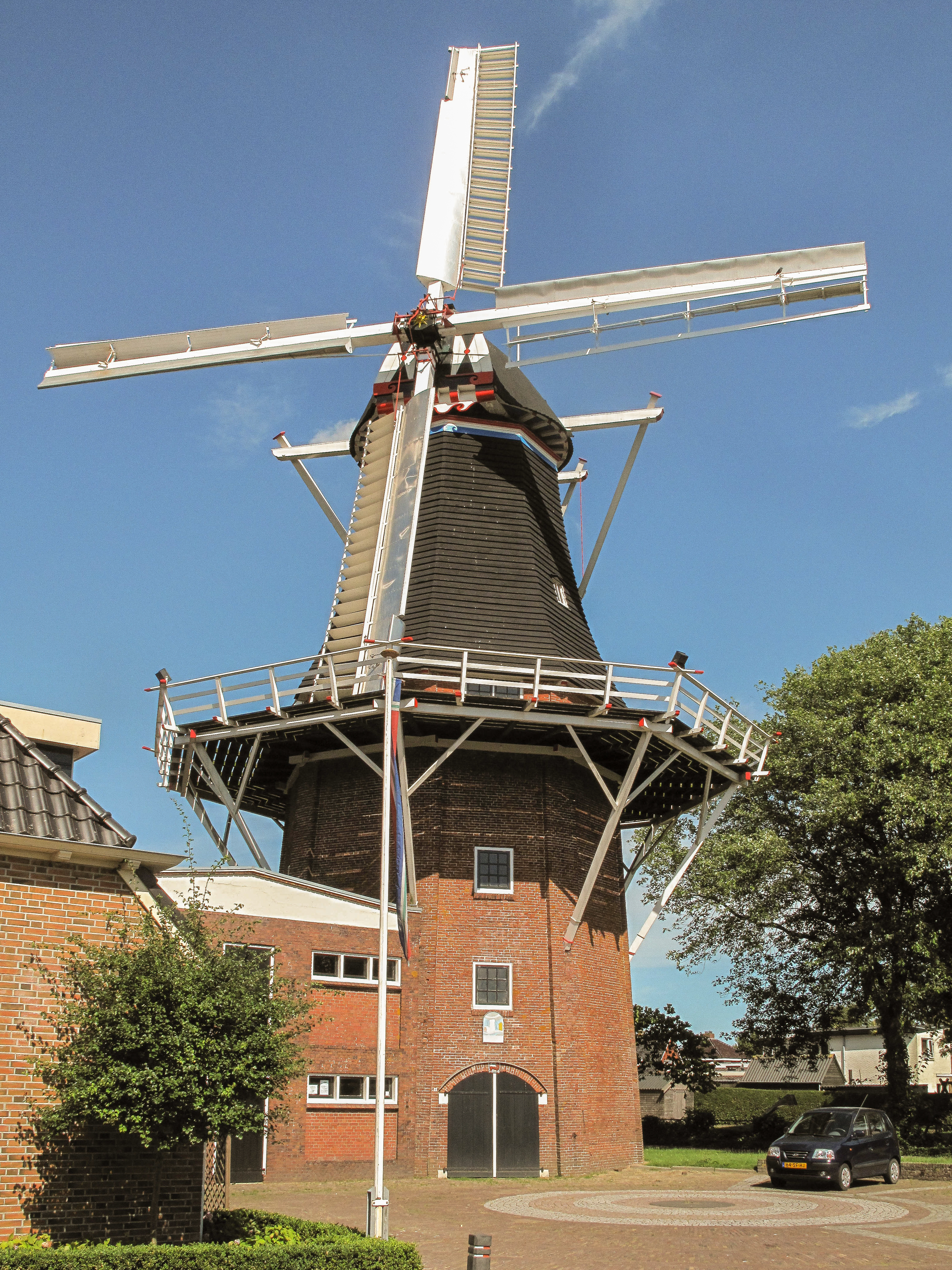
Oldehove: il mulino "De Leeuw"

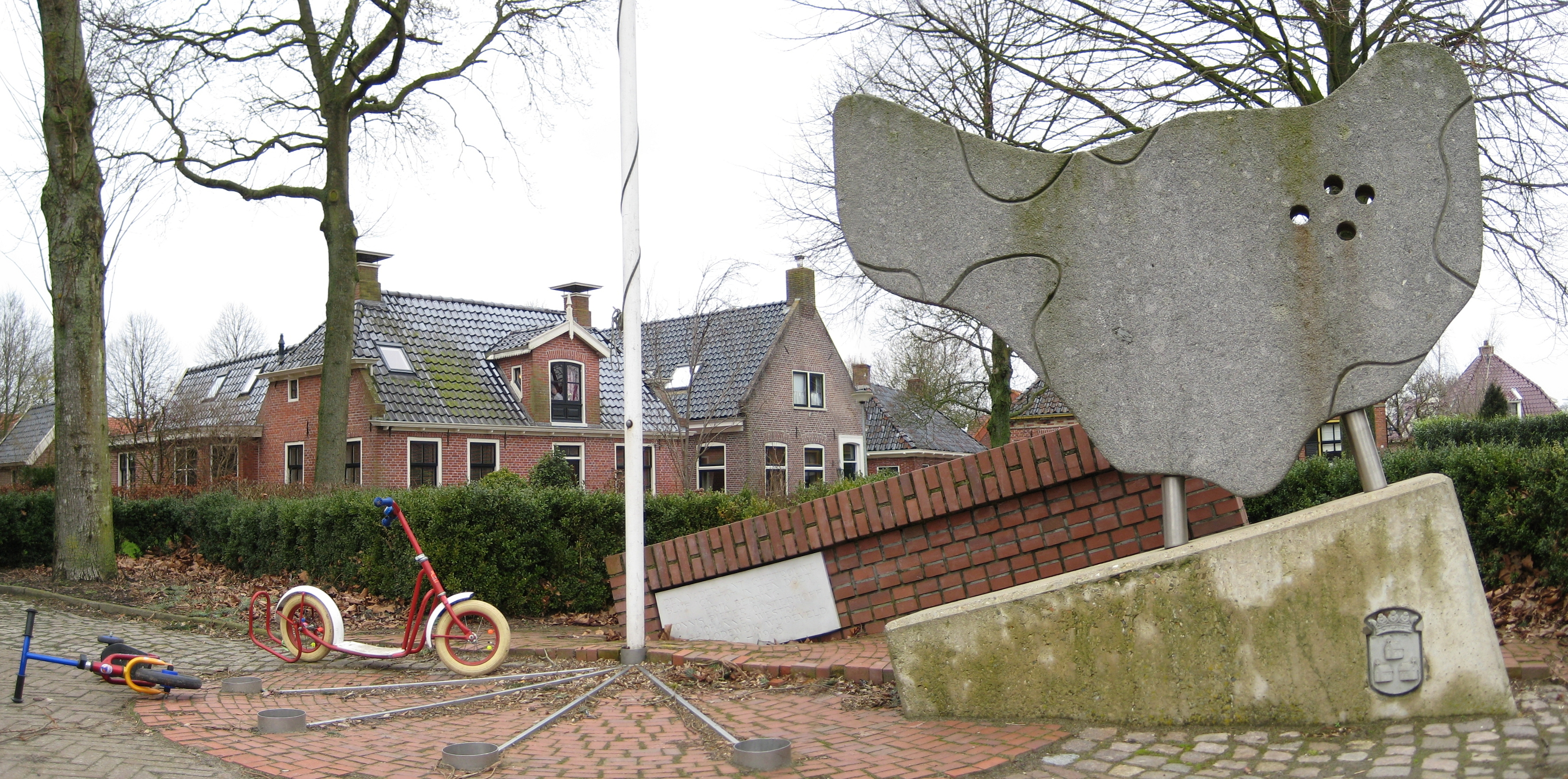
Oldehove: monumento ai caduti

Oldehove è un villaggio (dorp) di circa 1500-1600 abitanti del nord-est dei Paesi Bassi, facente parte della provincia di Groninga (Groningen) e situato lungo il corso del Reitdiep, tra le regioni di Westerkwartier e Middag-Humsterland.  Dal punto di vista amministrativo, si tratta di ex-comune, dal 1990 inglobato nella nuova municipalità di Zuidhorn, comune a sua volta inglobato nel 2019 nella nuova municipalità di Westerkwartier.

## Geografia fisica
Oldehove si trova nella parte nord-occidentale della provincia di Groninga, quasi a confine con la provincia della Frisia, tra le località di Leens e Zuidhorn (rispettivamente a sud della prima e a nord della seconda) e tra Winsum e Grijspskerk (rispettivamente a ovest/sud-ovest della prima e a nord-est della seconda).
Il Reitdiep bagna i confini settentrionali del villaggio.

## Origini del nome
Il toponimo Oldehove, attestato in questa forma dal 1781 e anticamente come Oldenhove (1392), Aldehave (1404) e Oldehouen (1579), significa letteralmente "presso l'antica capitale".

## Storia

### Dalle origini ai giorni nostri
Nel 1811 Oldehove divenne un comune indipendente da Ezinge.

### Simboli
Nello stemma di Oldehove sono raffigurate tre chiese di colore rosso su sfondo giallo. Rappresenta le chiese di Oldehove, Niehove e Saksum; ricorda inoltre la storia leggendaria che riguarda la fondazione di una chiesa a Oldehove in onore di tre monache
Lo stesso stemma è utilizzato anche dal territorio di Humsterland.

## Monumenti e luoghi d'interesse
Oldehove vanta 12 edifici classificati come rijksmonumenten.

### Architetture religiose

#### Ludgeruskerk
Principale edificio religioso di Oldehove è la Ludgeruskerk, situata nella Kerkpad e le cui origini risalgono al XIII secolo.
Nella chiesa si trova un orologio meccanico realizzato dai fratelli Van Bergen di Midwolda e un organo realizzato nel 1903 dai fratelli Van Oekelen.

### Architetture civili

#### Mulino "Aeolus"
Altro edificio d'interesse è il mulino "Aeolus", un mulino a vento situato lungo la Schipvaart e risalente al 1846.

#### Mulino "De  Leeuw"
Altro mulino a vento di Oldehove è il mulino "De Leeuw", situato lungo la Molenstraat e risalente al 1855.

## Società

### Evoluzione demografica
Al censimento del 2021, Oldehove contava 1 551 abitanti.
La popolazione al di sotto dei 16 anni era pari a 318 unità, mentre la popolazione dai 65 anni in su era pari a 257 unità.
La località ha conosciuto un incremento demografico rispetto al 2019 e al 2018, quando Oldehove contava rispettivamente 1543 e 1 523 abitanti. In precedenza, tra il 2013 (quando Oldehove contava 1 653 abitanti) e il 2018 la località aveva conosciuto un progressivo decremento demografico.

## Geografia antropica
Buurtschappen
- Aalsum
- Barnwerd
- De Kampen
- Electra (in parte)
- Englum,
- Ikum
- Kenwerd
- Korhorn
- Lammerburen
- Selwerd